# Savoyai Beatrix provence-i grófné
Savoyai Beatrix (franciául: Béatrice de Savoie; 1198 körül – 1267 körül) Tamás savoyai gróf és genfi Margit leánya. Provence grófnéja lett IV. Rajmund Berengár provence-i gróffal való házassága révén.

## Családja
1198 körül született, Tamás savoyai gróf és genfi Margit legidősebb lányaként. Kilenc fiútestvére volt (Amadé, Humbert, Tamás, Aimone, Vilmos, Amadé, Péter, Fülöp és Bonifác), és négy lánytestvére (Alíz, Ágota, Margit és Avita).
Apai nagyszülei III. Humbert savoyai gróf és viennois-i Beatrix voltak. Anyai nagyszülei pedig I. Vilmos genfi gróf és első felesége, faucigny-i Beatrix francia arisztokrata hölgy.
Anyja, Margit először II. Fülöp Ágost francia király jegyese volt. Amikor a grófnő épp úton volt menyegzőjére, Tamás savoyai gróf foglyul ejtette őt, s tüstént feleségül is vette. Erre a gyors és érthetetlen lépésére azt a magyarázatot adta, hogy Fülöp már egyébként is házas volt, ami tényleg így is volt.

### Házassága és gyermekei
1219. június 5-én Beatrixot eljegyezték IV. Rajmund Berengár provence-i gróffal, aki vele egyidős volt. A frigy végül 1220 decemberében köttetett meg. Beatrix igen ügyes és politikailag megfontolt személyiség volt. Szépsége legendásnak számított, annyira, hogy Párizsi Máté bencés rendi szerzetes, életrajzíró „a második Niobé”-nak nevezte az asszonyt.
1. Rajmund, halva született.
2. Margit (1221–1295. december 20.), ő IX. Lajos francia király hitvese lett 1234, május 27-től, frigyük 36 éve során 11 gyermekük született, öt leány (Blanka, Izabella, Blanche, Margit és Ágnes), s hat fiú (Lajos, Fülöp, János, Trisztán, Péter és Róbert).
3. Eleonóra (1223–1291. június 25.), aki III. Henrik angol király neje volt 1236. január 14-től. Frigyük 36 éve alatt öt gyermekük született, kettő fiú (Eduárd és Edmund) és három lány (Margit, Beatrix és Katalin).
4. Sancha (1228–1261. november 9.), ő Richárd cornwalli gróf (Földnélküli János angol király fia) második hitvese volt 1243. november 23-tól. Frigyük 17 éve alatt két gyermekük jött világra, Richárd és Edmund. Sancha férje 1257. január 13-tól egyben német király is lett.
5. Beatrix (1229–1267. szeptember 23.), aki I. Károly szicíliai király első felesége lett 1246. január 31-től. Beatrix 1245. augusztus 19-től saját jogán már Provence grófnője lett, édesapja végakarata által, akinek élő fiúgyermeke nem volt ugyan, ám mivel idősebb lányai addigra már férjnél voltak, így grófságát az akkor még hajadon legkisebb leányra hagyta. Férjével 21 évig voltak házasok, s hat gyermekük született, három fiú (Károly, Fülöp és Róbert), s három lány (Blanka, Beatrix és Erzsébet).

## Az angol udvarban
1242-ben Beatrix fivére, Péter ellátogatott az angol udvarba, hogy tárgyaljon III. Henrikkel provence-i Sancha és Richárd cornwalli gróf frigyéről. Az asszony másik bátyja, Fülöp kísérte Sanchát és anyját az angol udvarba, Gascogne-ba történő útjuk során. 1243 májusában érkeztek meg. Ott találkoztak III. Henrikkel, Sancha nővérével, Eleonórával, s azok csecsemő leányával, Beatrix hercegnővel. Henrik el volt ragadtatva felesége rokonaitól, akiket több ajándékokkal is elhalmozott.
1243 novemberében Beatrix elkísérte leányát annak új hazájába, Angliába, hogy hozzámenjen Richárdhoz. Így a két család közti kötelék még szorosabbá vált, hiszen Richárd nőül vette sógornője, Eleonóra húgát, így pedig Henrik és Richárd már nem csak testvérek, de sógorok is lettek egyben.
Akkoriban még egy fontos frigy köttetett a királyi házban. Henrik húga, Eleonóra hozzáment egy francia származású nemesemberhez, Simon de Montfort-hoz, amire a király készséggel áldását adta, mert így egy újabb erős politikai szövetségesre tett szert a férfi személyében.

## Özvegyként
Mikor Rajmund Berengár meghalt 1245. augusztus 19-én címeit, Provence és Forcalquier grófságát legkisebb leányára, Beatrixra hagyta, míg az özvegye a grófság haszonélvezője lett élete végéig. I. Beatrix grófnő, miután megörökölte apja címét és birtokait, a középkori Európa egyik legkívánatosabb örökösnője lett. II. Frigyes német-római császár tengeri flottát küldött ellene, I. Jakab aragóniai király pedig sereget indított, szintén a grófnő ellen, hogy elfogják őt, s rátegyék kezüket örökségére. Ezért az özvegy grófné és lánya a biztonságosnak tűnő Aix erődbe vonultak át, népük támogatását is élvezve, továbbá bíztak abban is, hogyha követet menesztenek a pápához, ő majd ugyancsak védelem alá veszi a két asszonyt. 1245 decemberében azonban nem csak a két Beatrix, hanem maga a pápa is Frigyes célpontja volt, Franciaországgal egyetemben. Így hát diplomáciai szövetség reményében, Cluny-ben titokban találkozott egymással IV. Ince pápa, IX. Lajos francia király, s annak édesanyja, Kasztíliai Blanka, valamint a király öccse, Anjou Károly. Végül arra jutottak, hogy cserébe Lajos katonai támogatásáért, a pápa engedélyezi, hogy Anjou Károly nőül vegye a fiatalabb Beatrixet. Anya és lánya elégedettek voltak a tárgyalás eredményével. Azt azonban leszögezték, hogyha létre is jön a frigy, Provence nem kerül Károly tulajdonába, hanem, amennyiben gyermekeik születnek, a legidősebb örökli a grófságot, ha viszont a házasság gyermektelen maradna, s Beatrix előbb hal meg, mint Károly, a birtokai átszállnak nővérére, Sanchára. Ha Sancha is örökös nélkül hunyna el, a grófság átszáll az Aragónia királyára.
III. Henrik hevesen tiltakozott ez ellen a megállapodás ellen, amikor tudomására jutott. Azzal érvelt, hogy felesége hozományát még ő sem kapta meg teljes mértékben, akárcsak Richárd, Sancha esetében. Csupán néhány provence-i kastélyt birtokolt a király, melyet apósa zálogosított el neki, egy jelentősebb pénzösszeg fejében, amit kölcsön kért vejétől az esküvő előtt.
Amikor Anjou Károly 1246-ban átvette az ügyek intézését Provence-ban, figyelmen kívül hagyta az ifjabb Beatrix törvényes jogait a grófságon belül, ezért hát a grófnő Barral, Baux ura és a pápa katonai segítségét kérte jogai visszaállításához. Marseille, Avignon és Arles polgárai Beatrix oldalára álltak Károllyal szemben. 1248-ban aztán Károly ráállt arra, hogy békét kössön a grófnővel, mivel csatlakozni akart bátyja, a király keresztes hadjáratához. A tárgyalás végül is egy ideiglenes fegyverszünettel végződött a két fél között.
1248-ban az idősebb Beatrix és fivére, Tamás Angliába utaztak, hogy meglátogassák ott élő családtagjaikat.
1254-ben a francia király hazatért a keresztes hadjáratból, s ellátogatott Provence-ba, ahol Anjou Károly ellenlábasa, Beatrix grófnő arra kérte IX. Lajost, hogy dolgozzanak ki egy hosszabb távú megoldást, a Károly és a grófnő közötti vita megszüntetése érdekében. Beatrix oldalára állt az ügyben Lajos felesége, Margit királyné is, aki a grófnő nővére is volt egyben. Beatrix visszautazott a királlyal és Margittal Párizsba. Körülbelül egy év elteltével Henrik és Eleonóra meghívást kaptak Párizsba, ahol végül is mind a négy lánytestvér együtt ünnepelhette a karácsonyt édesanyjukkal, az idősebb Beatrixszal.
A négy nővér közötti jó viszony volt hivatott javítani az angol és a francia király közti konfliktusokon. 1259-ben létrejött a párizsi béke, melynek lényege az volt, hogy a két fél közti vitás kérdések tisztázódhattak végre. A tárgyalásokon Beatrix és négy leánya szintén részt vett. Míg a család együtt volt, IX. Lajos meggyőzte Beatrixot, hogy mondjon le Provence irányításárólt és a grófságon tartott igényéről, egy jelentős pénzösszeg fejében. Anjou Károly pedig III. Henriknek fizette vissza azt a jelentősebb pénzösszeget, melyet még Henrik apósa kért tőle, az Eleonórával kötött frigyük előtt. Cserébe Henrik ugyancsak lemondott mindenféle birtokigényéről Provence-ban.
1262-ben az idősebb Beatrix is részt vett egy tárgyaláson, melynek célja III. Henrik és Simon de Montfort kibékítése volt. Mikor 1264-ben Henriket fogságba ejtette Montfort, Beatrix fivére II. Péter savoyai gróf seregével csatlakozott a király kiszabadításáért folyó erőfeszítéseknek. Ez idő alatt Beatrixra bízta a grófságot.
Az özvegy grófné túlélte harmadik lányát is, Sanchát, és kis híján a legfiatalabbat is, aki ugyanabban az évben szeptemberben halt meg. Savoyai Beatrix 1265 és 1267 között hunyt el. A grófné végső nyughelye a Hautecombe Apátság, Franciaország savoyai térségében.

## Fordítás
Ez a szócikk részben vagy egészben  a   Beatrice of Savoy című angol Wikipédia-szócikk ezen változatának fordításán alapul.  Az eredeti cikk szerkesztőit annak laptörténete sorolja fel. Ez a jelzés csupán a megfogalmazás eredetét és a szerzői jogokat jelzi, nem szolgál a cikkben szereplő információk forrásmegjelöléseként.